# Antoni Maria Ques Ventayol
Antoni Maria Ques Ventayol Torró (Alcúdia 1889 - Palma 1937) fou un polític republicà i empresari mallorquí.
Posseïa una important fortuna i va esser accionista de la Companyia Transmediterrània i apoderat de la Banca March. Tengué negocis a mitges amb Joan March, el pare del qual ja estava associat al seu pare. Pregonà el pacifisme i fou capdavanter del Rotary Club que comprà la casa de Juníper Serra a Petra (Mallorca).
Milità en el Partit Liberal de Joan March i Ordinas, però evolucionà cap al republicanisme. El 1934, fou un dels fundadors d'Esquerra Republicana Balear i ocupà el càrrec de comptador en el comitè executiu d'aquest partit. A més, lliurà importants quantitats de doblers a ERB. Fou detengut quan s'inicià la Guerra Civil i va esser condemnat a mort per un Consell de Guerra. Va esser afusellat amb Emili Darder, Alexandre Jaume Rosselló i Antoni Mateu el 24 de febrer de 1937 en el cementeri de Palma.